# Gare centrale de Stockholm
La gare centrale de Stockholm (en suédois : Stockholms centralstation, Stockholm C, mais plus familièrement appelée Centralen tout court) est située sur la rue Vasagatan devant la place Centralplan dans le quartier de Norrmalm à Stockholm en Suède.
C'est la plus importante de Suède et de toute la Scandinavie.

## Situation ferroviaire
La gare est le départ des deux lignes principales du pays :
- La Västra Stambanan qui relie la capitale à la seconde ville du pays Göteborg[1].
- La Ligne de la Côte-Est qui relie la capitale à Sundsvall et ainsi le nord du pays[2].

À partir de ces deux lignes, une multitude d'autres lignes forment un réseau en étoile autour de Stockholm. On retrouve au sud de la ville (reliées à la Västra Stambanan) :
- La Södra stambanan qui permet de raccorder Stockholm à Malmö et Copenhague (via le Pont de l'Øresund)[3].
- La Svealandsbanan qui relie Stockholm à Eskilstuna[4].
- La Nynäsbanan qui relie Stockholm à Nynäshamn[5].

Au nord, via la ligne de la Côte-Est, on retrouve la Mälarbanan (en suédois, ligne du Mälaren) qui raccorde Västerås et Örebro à Stockholm.

## Histoire

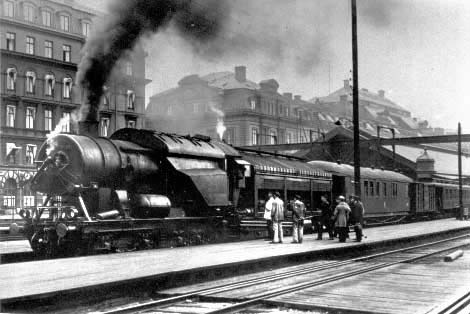
Train à la gare en 1922.

Ouverte le 18 juillet 1871, elle accueille aujourd'hui plus de 250 000 visiteurs quotidiens, soit le plus haut taux d'affluence d'une gare en Scandinavie. Parmi eux, 170 000 voyageurs (105 000 pour les trains de banlieue, 25 000 pour l'Arlanda Express, la navette qui relie la ville de Stockholm à l'aéroport Arlanda et 40 000 pour les trains nationaux et internationaux).
Elle a été construite entre 1867 et 1871 par l'architecte Adolf W. Edelsvärd.

### Accueil

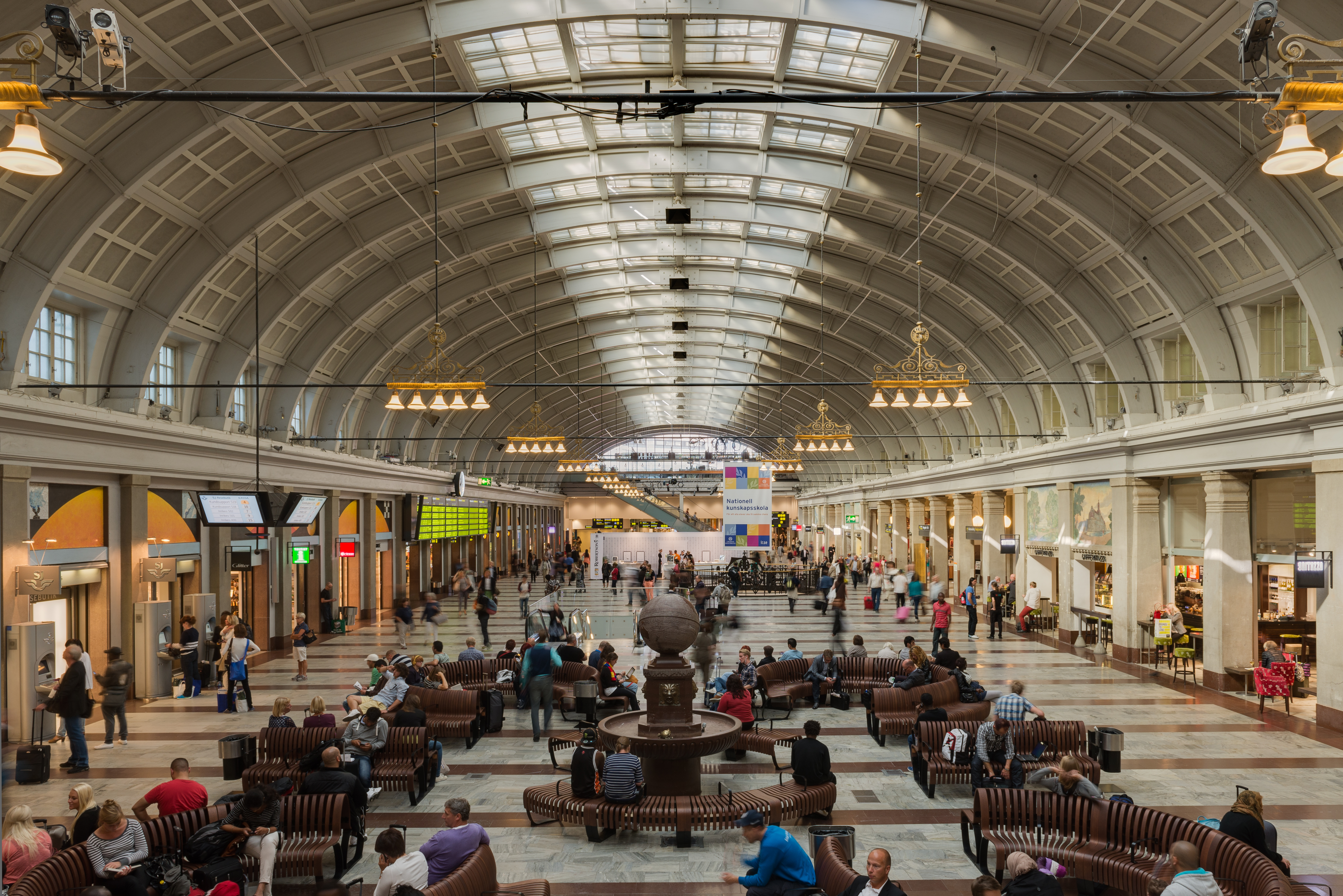
Le hall de la gare centrale de Stockholm.

## Service des voyageurs

### Desserte

#### Statens Järnvägar
Les Statens Järnvägar (SJ) exploitent plusieurs types de trains au départ ou traversant la gare de Stockholm. Tout d'abord, la compagnie exploite sous le nom de Snabbtåg (train rapide en suédois) :
- Les SJ2000 reliant Stockholm à Göteborg et Stockholm à Malmö avec des prolongations à Copenhaque[7].
- Les SJ3000 reliant Stockholm à Sundsvall, Oslo, Umeå, Gävle, Östersund, Malmö (via Göteborg), Kil et Arvika.

Elle exploite aussi des lignes longues distances à des fins régionales :
- Les lignes nommées Regionaltåg en direction des villes de Västerås, Hallsberg, Arboga et Göteborg (via Västerås et Örebro).
- Les lignes nommées InterCity, avec pour terminus les villes de Falun, Karlstad, Linköping, Gävle, Duved, Mora, Ljusdal et Oslo.

Elle exploite plusieurs trains de nuit (Nattåg) :
- Un à destination de Berlin via Malmö et Hambourg sous le nom de EuroNight[8].
- Un à destination de Narvik via Umeå, Boden et Kiruna.
- Un à destination de Luleå via Umeå et Boden.

#### Mälartåg
Le Mälartåg est le service de train autours du lac Mälaren. Quatre des cinq lignes du réseau ont comme départ Stockholm Central ou la dessert :
- La ligne Örebro - Uppsala via Arlanda.
- La ligne Stockholm - Uppsala via Märsta.
- La ligne Stockholm - Norrköping via Nyköping.
- La ligne Stockholm - Hallsberg via Katrineholm.

#### Arlanda Express
La gare centrale de Stockholm est l'extrémité de la ligne de train Arlanda Express permettant de relier rapidement l'aéroport Arlanda au centre-ville de Stockholm. Les quais 1 et 2 de la gare de Stockholm sont dédiés à l'Arlanda Express.

#### Pendeltåg
Le réseau de trains de banlieue de Stockholm, géré par la Storstockholms Lokaltrafik (SL), fait circuler quelques trains par la gare de Stockholm Central, la grande majorité des trains du réseau passant par la gare souterraine de Stockholm City.

#### Snälltåget
L'entreprise Snälltåget exploite des trains au depart et à l'arrivée de Stockholm central. Elle fait circuler des trains entre Copenhague et Stockholm en passant par Malmö ainsi qu'un train de nuit entre Stockholm et Berlin.

### Intermodalité
La gare est intégrée au réseau de transport de la ville, notamment par la station de métro T-Centralen où les trois lignes du métro de Stockholm se rencontrent. Depuis 2017, et l'ouverture de la Citybanan, la gare souterraine Stockholm City permet de correspondre avec le réseau de trains de banlieue de Stockholm. À cela s'ajoute la correspondance avec la ligne de tramway Spårväg City, le terminal de bus (nommé Cityterminalen) et enfin une multitude de bus de ville exploitée par la Storstockholms Lokaltrafik.
La gare est située à proximité du quai Klara Mälarstrand permettant d'accéder à des liaisons fluviales sur le Mälaren. Ainsi, on trouve la ligne 89 des Pendelbåt (ferry pendulaire en français) exploitée par la SL qui permet de rejoindre le quai à l'île d'Ekerö. On trouve aussi des lignes de bateau de la compagnie Strömma Turism & Sjöfart exploite plusieurs lignes fluviales sur le lac Mälar notamment à destination de Drottningholm.
La position de la gare en plein centre-ville permet d’accéder aux îles formant le cœur de Stockholm. La gare est notamment à proximité des îles de Kungsholmen, Riddarholmen et Stadsholmen est permet d’accéder à un grand nombre de bâtiment à pied, comme par exemple l'Hôtel de ville de Stockholm, le Riksdagshuset ou encore Église de Riddarholmen.
Enfin, une multitude de pistes cyclables urbaines et une Sverigeleden (réseau suédois de piste cyclable longue distance) bordent la gare.